# هیمنیوم
هاگ جنسی در قارچ‌های رده آسکومیست آسکوسپوراست که معمولاً به تعداد ۸ عدد در داخل کیسه‌ای به نام آسک قرار دارد. آسک‌ها ممکن است به صورت آزاد و بدون قرار گرفتن در اندام خاصی تشکیل شوند. آسک‌ها به صورت منظم و به شکل ردیفی در کنار هم و روی سطح میزبان قرار می‌گیرند که این لایه منظم را هیمنیوم (به انگلیسی: Hymenium) گویند.

## نگارخانه

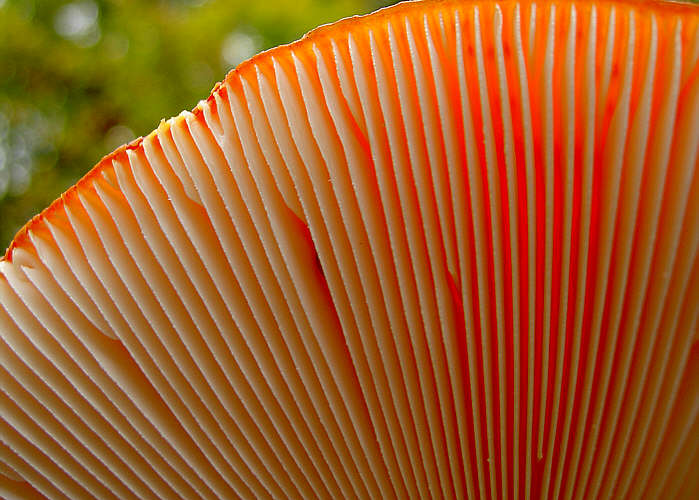
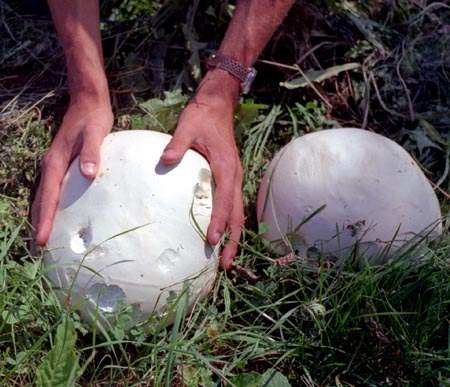
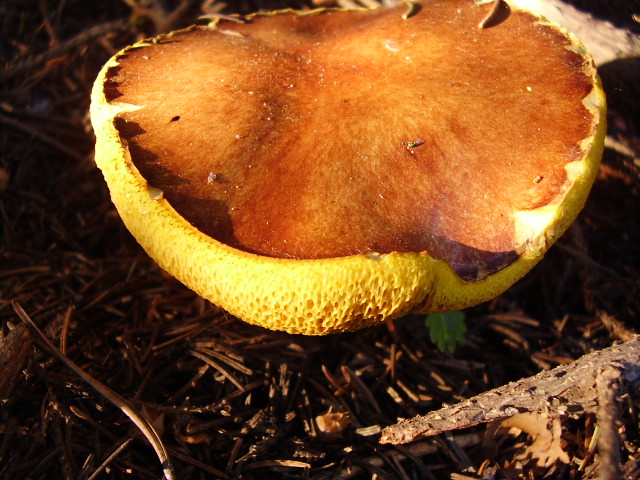
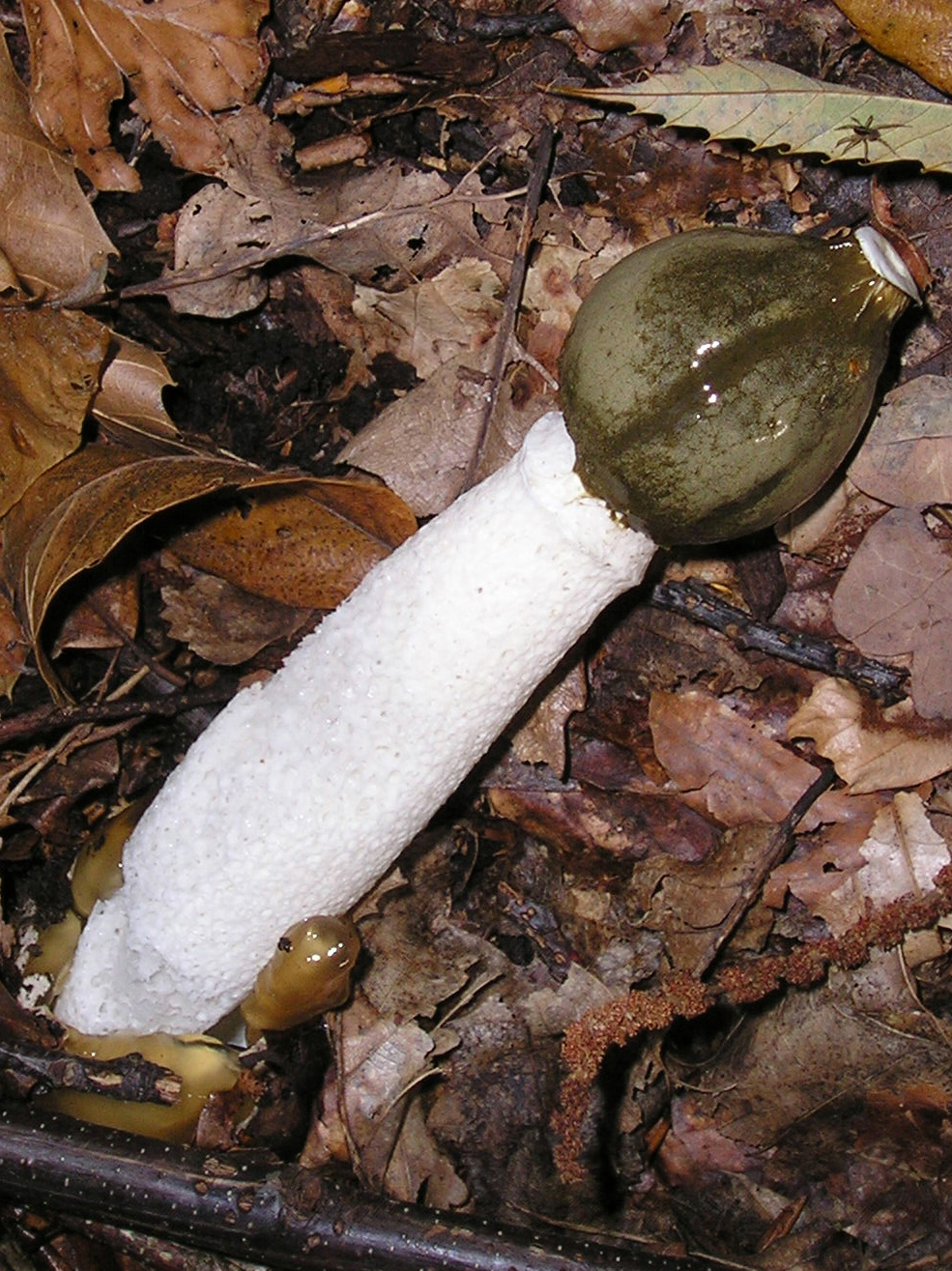
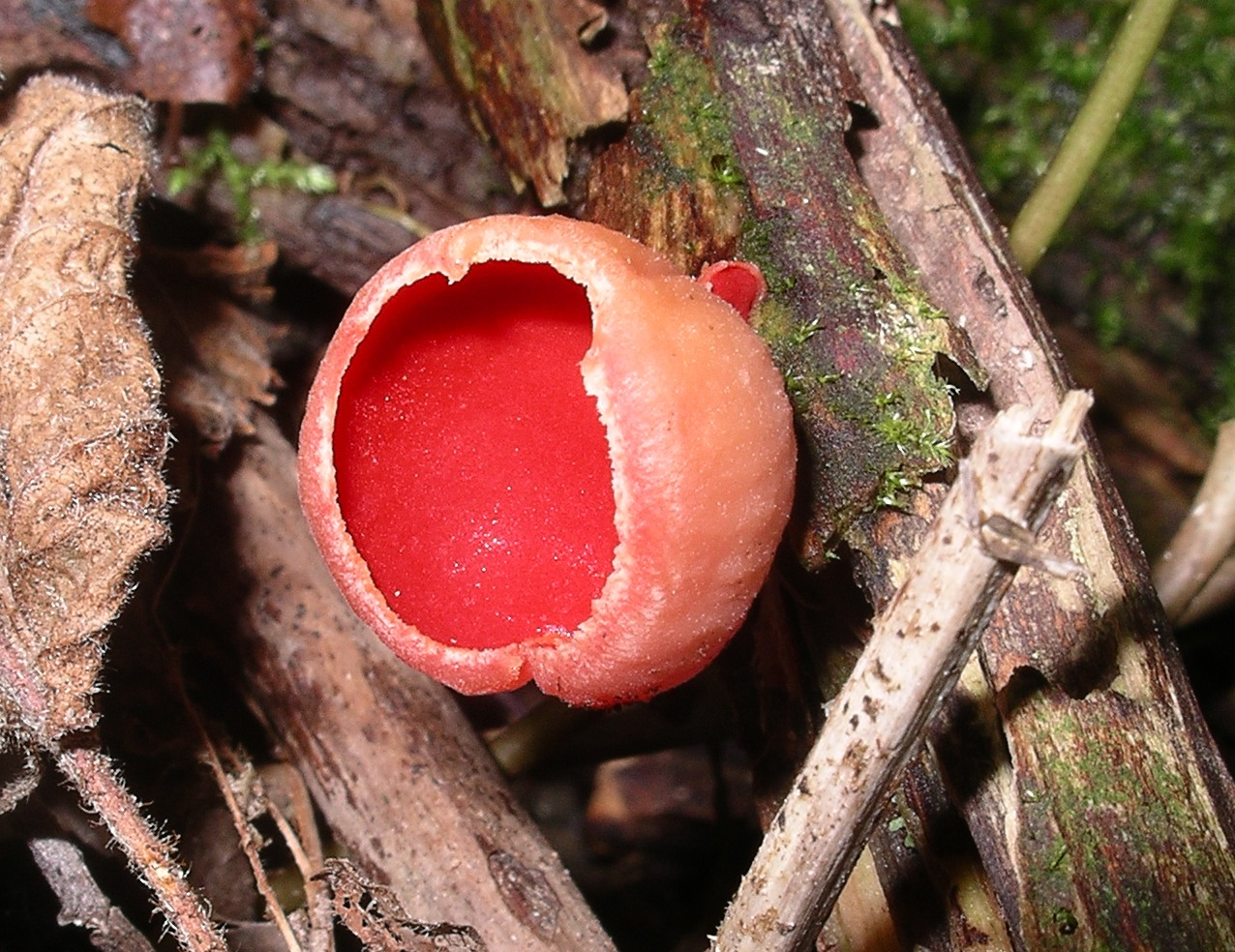
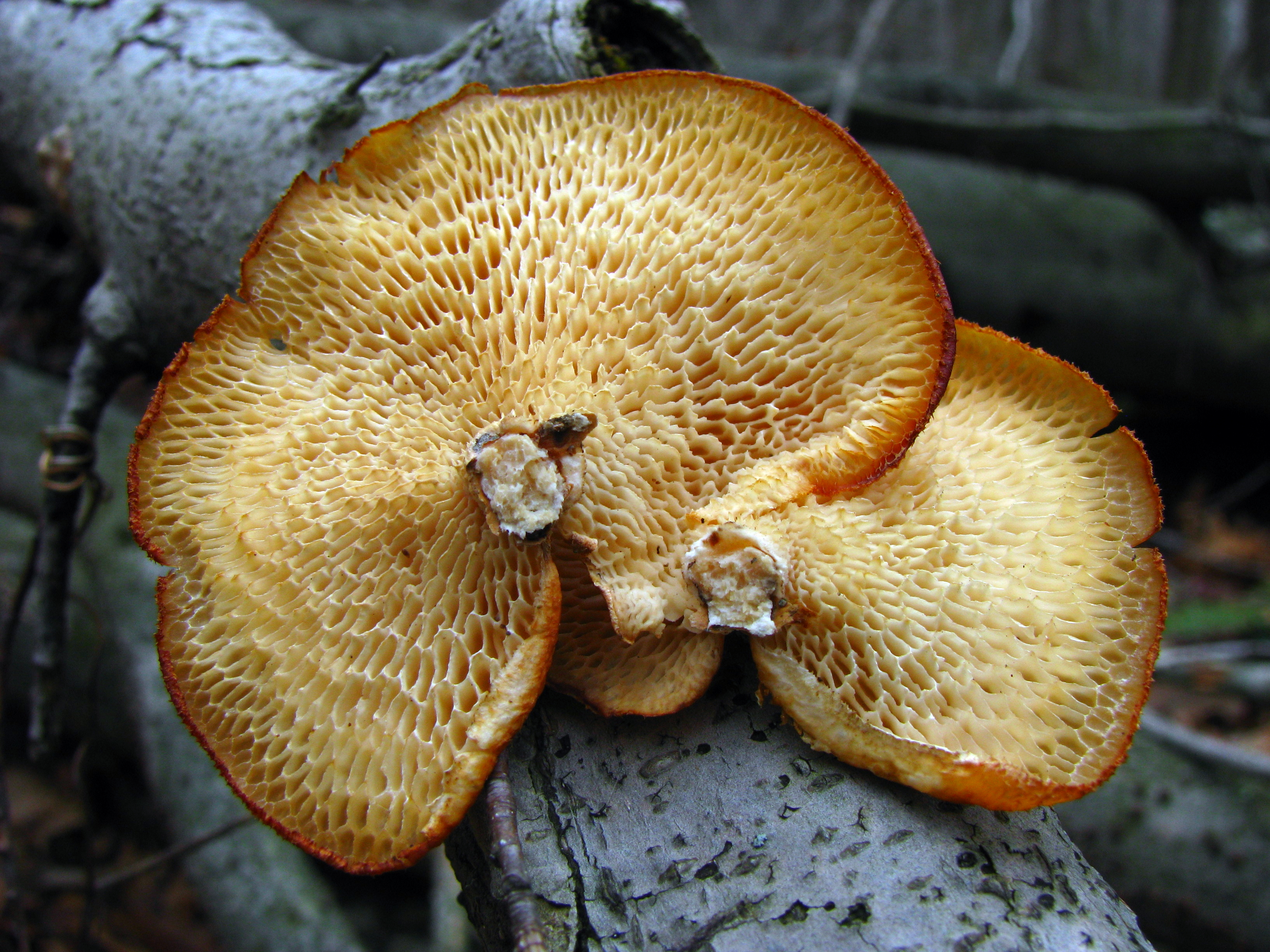